# Please Believe Me
Please Believe Me is een Amerikaanse filmkomedie uit 1950 onder regie van Norman Taurog.

## Verhaal
Alison Kirbe is een jonge vrouw uit Londen, die erachter komt dat ze het landgoed heeft geërfd van een veeboer uit Texas. Ze beseft niet dat het landgoed geen stuiver waard is. Aan boord van een lijnboot naar de Verenigde Staten wordt ze het hof gemaakt door verschillende vrijgezellen, die uit zijn op haar erfenis.

## Rolverdeling
| Acteur              | Personage         |
| ------------------- | ----------------- |
| Deborah Kerr        | Alison Kirbe      |
| Robert Walker       | Terence Keath     |
| Mark Stevens        | Matthew Kinston   |
| Peter Lawford       | Jeremy Taylor     |
| James Whitmore      | Vincent Maran     |
| J. Carrol Naish     | Lucky Reilly      |
| Spring Byington     | Mevrouw Milwright |
| Carol Savage        | Sylvia Rumley     |
| Doreen Mary English | Beryl Robinson    |
| George Cleveland    | Mijnheer Cooper   |
| Ian Wolfe           | Edward Warrender  |
| Bridget Carr        | Lily Milwright    |
| Henri Letondal      | Jacques Carnet    |
| Gaby André          | Mevrouw Carnet    |
| Leon Belasco        | Croupier          |